# Pajuluoto (ö i Norra Savolax, Norra Savolax, lat 63,74, long 26,79)
Pajuluoto är en ö i Finland. Den ligger i sjön Yläjärvi och i kommunen Kiuruvesi i den ekonomiska regionen  Övre Savolax ekonomiska region  och landskapet Norra Savolax, i den centrala delen av landet, 400 km norr om huvudstaden Helsingfors. Öns area är 0,3 hektar och dess största längd är 80 meter i öst-västlig riktning.